# アルタムーラ
アルタムーラ（イタリア語: Altamura）は、イタリア共和国プッリャ州バーリ県にある都市であり、その周辺地域を含む人口約71,000人の基礎自治体（コムーネ）。バーリ県では県都バーリに次いで第2位のコムーネ人口を有する。
都市の歴史は古代にさかのぼり、司教座聖堂（カテドラーレ）を擁する。

## パンの街
「パンの街」として知られ、イタリアで唯一D.O.P.に認定されたパン、it:Pane di Altamuraが知られる。

## 地理

### 位置・広がり
バーリ県西部に位置する。コムーネ面積は約428 km2で、バーリ県で最も広い。

#### 隣接コムーネ
隣接するコムーネは以下の通り。括弧内のMTはマテーラ県所属を示す。
- ビトント
- カッサーノ・デッレ・ムルジェ
- グラヴィーナ・イン・プーリア
- グルーモ・アップラ
- マテーラ (MT)
- ルーヴォ・ディ・プーリア
- サンテーラモ・イン・コッレ
- トリット

## 行政

### 分離集落
アルタムーラには、以下の分離集落（フラツィオーネ）がある。
- Fornello, Madonna del Buon Cammino, Masseria Franchini, Casal Sabini, Parisi, Selva, Graviscella

## 姉妹都市
- ルチェーラ、イタリア
- モーディカ、イタリア
- カステッラーナ・シークラ、イタリア